# علی عبدالکریمی نطنزی
درگذشت 3 اردیبهشت 97 
علی عبدالکریمی نطنزی (متولد ۱۳۱۷ در نطنز) نماینده نطنز در دوره سوم مجلس شورای اسلامی بود.